# Кингисепп, Виктор Эдуардович
Ви́ктор Эдуа́рдович Ки́нгисепп (эст. Viktor Kingissepp, 12 (24) марта 1888, волость Каарма-Сууре, Эзельский уезд, Лифляндская губерния, Российская империя — 4 мая 1922, Таллин, Эстония) — профессиональный революционер России и Эстонии, один из организаторов Коммунистической партии Эстонии, работал в Верховном ревтрибунале РСФСР, в ВЧК и ВЦИК.

## В революционном движении
Родился в состоятельной семье. В революционном движении с 1905 года, член ученического кружка в Аренсбурге, в 1906 уехал в Петербург и вступил в РСДРП(б). В 1906—1913 годах вёл партийную работу в Санкт-Петербурге и Ревеле. После подавления Первой русской революции и разгрома ревельской организации в 1907 году был вынужден уехать в Москву, затем жил в Аренсбурге. В 1910 году вернулся в Петербург, учился в университете и параллельно работал в большевистском подполье, возглавляя местную организацию эстонских рабочих. Участвовал в издании большевистской газеты на эстонском языке «Кийр» («Луч») в 1913 году (Нарва), после провала партийной конференции был выслан в Тверь, затем в Казань. Поддерживал связь с Русским бюро ЦК РСДРП, с большевистской фракцией 4 Государственной думы и с «Правдой». В 1916 году после окончания срока ссылки вернулся в Петроград, окончил Петроградский Императорский университет и отправился санитаром на Кавказский фронт.
После Февральской революции 1917 года в начале июня вернулся в Таллин, стал одним из руководителей большевистской организации Эстонии. С 22 октября (4 ноября) 1917 года — заместитель председателя ВРК Эстляндского края, организовывал Красную гвардию. С 26 октября (8 ноября) 1917 года — член Исполкома Советов Эстляндской автономии, руководитель административного отдела.
С марта 1918 года работал в Москве в Верховном Ревтрибунале РСФСР и в ВЧК: следователь по делу о шпионской организации Локкарта и по делу А. М. Щастного; член Особой следственной комиссии по делу о мятеже левых эсеров; участвовал в следствии по делу покушавшейся на В. И. Ленина эсерки Ф. E. Каплан.
В марте 1918 года на 4-м Всероссийском съезде Советов был избран членом ВЦИК.

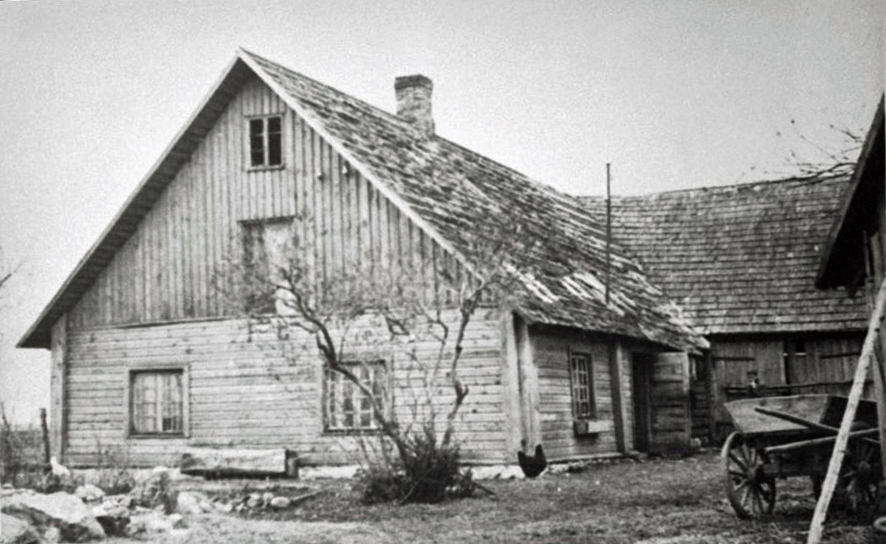
Хутор Каутьяла в деревне Рахула (Эстония), где в 1920 году скрывался В. Кингисепп

С ноября 1918 года находился на подпольной работе в Эстонии, руководил Коммунистической партией, запрещённой эстонским правительством. На Первом (1920) и 2 (1921) съездах КП Эстонии избирался членом ЦК и членом Политбюро ЦК, создавал подпольные типографии, выпускал газету «Коммунист». Написал книгу «Под игом независимости».
Арестован 3 мая 1922 года, заключён под стражу и после допроса полицией безопасности приговорён к смертной казни по обвинению в прослушивании телефонных разговоров, подстрекательстве к восстанию и в нападении на полицейского (при аресте). Расстрелян в ночь на 4 мая в лесу возле озера Юлемисте (Таллин). Труп Виктора Кингисеппа был утоплен в Балтийском море.

## Семья

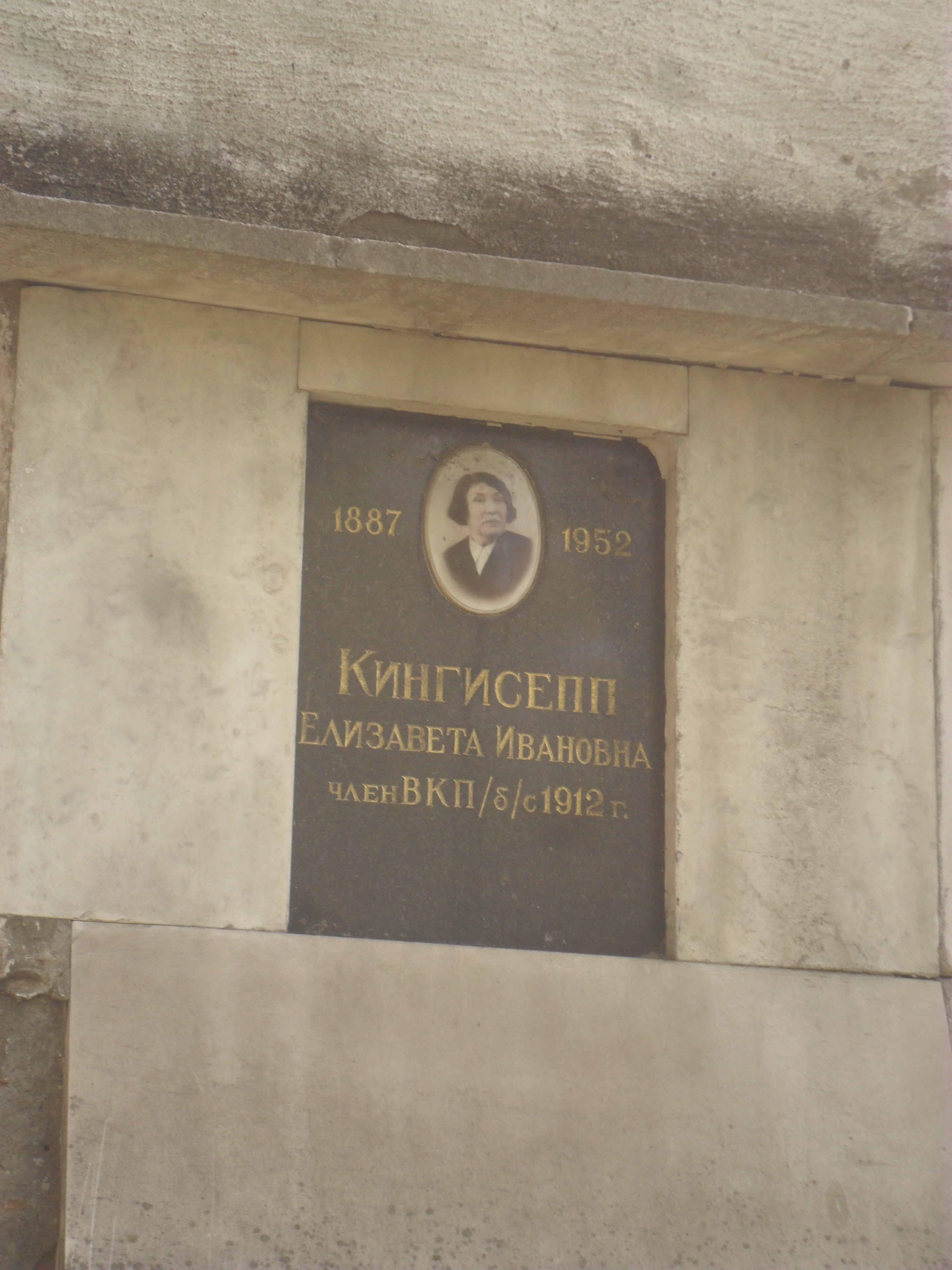
Плита колумбария жены Кингисеппа на Новодевичьем кладбище Москвы.

От первого брака имел двух сыновей, один из которых — Сергей Кингисепп (1909 — 29 августа 1941), занимавший в период 1940—1941 годов должности начальника 3-го особого отдела НКВД Эстонской ССР и заместителя наркома НКВД ЭССР, а также являвшийся кандидатом в члены ЦК Коммунистической партии Эстонии. Международная комиссия по расследованию преступлений против человечности под эгидой Президента Эстонии (т. н. «комиссия Макса Якобсона» — по имени возглавлявшего её финского журналиста и бывшего дипломата Макса Якобсона) назвала Сергея Кингисеппа одним из непосредственных организаторов арестов и расстрелов жителей Эстонии в период с августа 1940 года по август 1941 года.
После расторжения первого брака в 1910 году Кингисепп женился во второй раз. По другим данным, Кингисепп женился во второй раз в 1918 году в Петрограде на Эльзе Лелль-Кингисепп.
Находясь на нелегальном положении в Таллине в последние два года жизни, состоял в незарегистрированном браке со своей соратницей по подполью Алисе Леэвальд (в замужестве — Стейн-Анвельт), позже вышедшей замуж за видного деятеля Компартии Эстонии Яана Анвельта.

## Увековечение памяти
- В 1922 году город Ямбург в Петроградской губернии (ныне Ленинградская область) был переименован в Кингисепп.
- В 1948 году в Кууресааре в доме детства Кингисеппа по адресу ул. Парковая (эст. Pargi tänav) 5 был открыт дом-музей Виктора Кингисеппа. В 1992 году музей был реорганизован, а в 2003 году ликвидирован. В доме проведена реконструкция, на фасаде установлена табличка на эстонском: "Памятник архитектуры. Дом горожанина. Конец 19 века"[7]. В настоящее время весь комплекс зданий на участке принадлежит Университету Турку[8].
- 28 апреля 1951 года на горке Харью (эст. Harjumägi) рядом с площадью Победы (Таллин) был установлен монумент Виктору Кингисеппу[9]. Убран предположительно в 1989 году. Памятник перенесён в парк советских скульптур в Маарьямяэ (Таллин).
- В 1952 году Кингисеппом (эст. Kingissepa) был назван город Курессааре в Эстонской ССР, вернувший своё прежнее имя в 1988 году.
- В 1952—1989 годах Эстонский драматический театр в Таллине носил имя Виктора Кингисеппа (Таллинский государственный академический театр имени В. Кингисеппа).
- В 1988 году памятник Виктору Кингисеппу был установлен в городе Кингисепп (Кууресааре), однако уже 28 марта 1989 года он был демонтирован[10]. Памятник перенесён в парк советских скульптур в Маарьямяэ (Таллин).
- В селе Вамболы (Вамбалы) Зырянского районе Томской области в советские и постсоветские годы действовал колхоз имени В. Кингисеппа[11] (официально ликвидирован в 2006 году).
- Именем Кингисеппа в советское время были названы улицы в Таллине и других городах Эстонии.
- Пограничный сторожевой корабль «Виктор Кингисепп» проекта 745П.
- В 1950, 1963 и 1988 годах были выпущены почтовые марки СССР, посвященные Кингисеппу

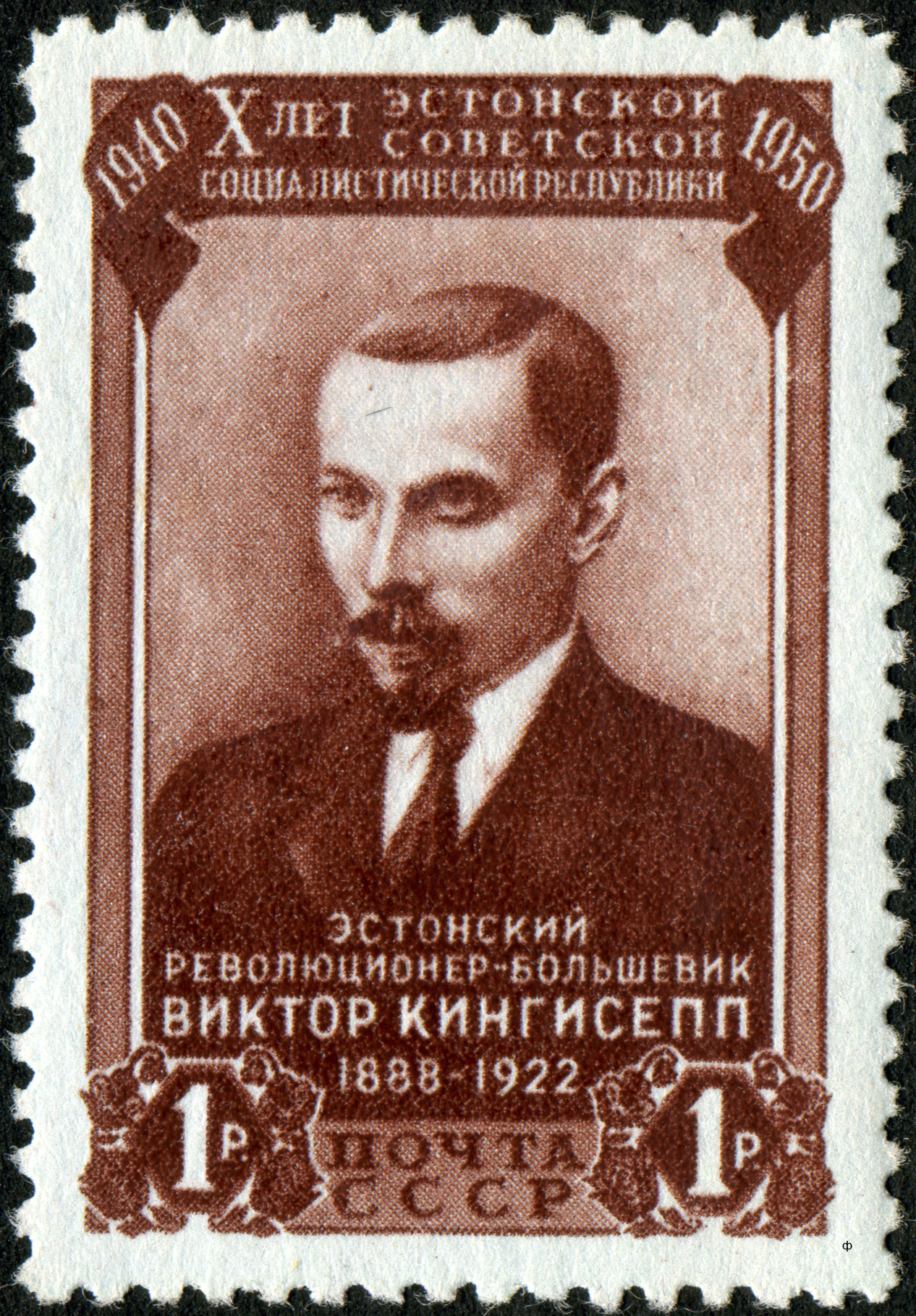
Почтовая марка СССР, 1950 год
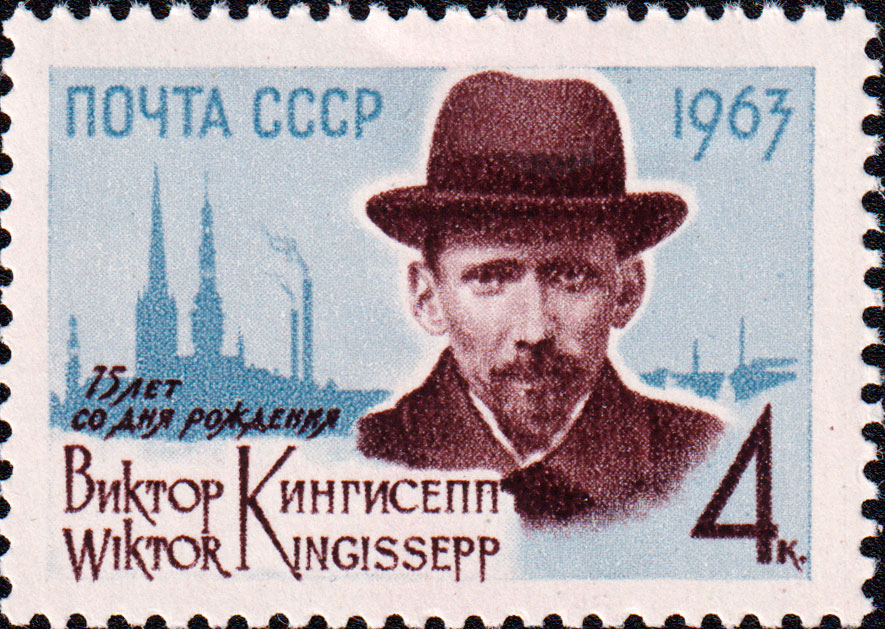
Почтовая марка СССР, 1963 год
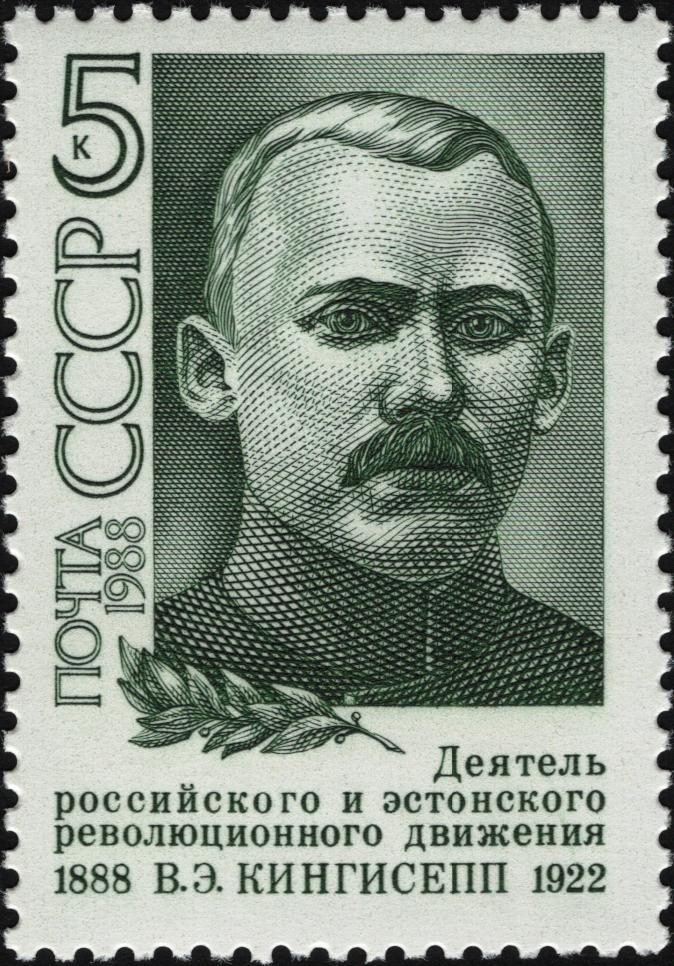
Почтовая марка СССР, 1988 год
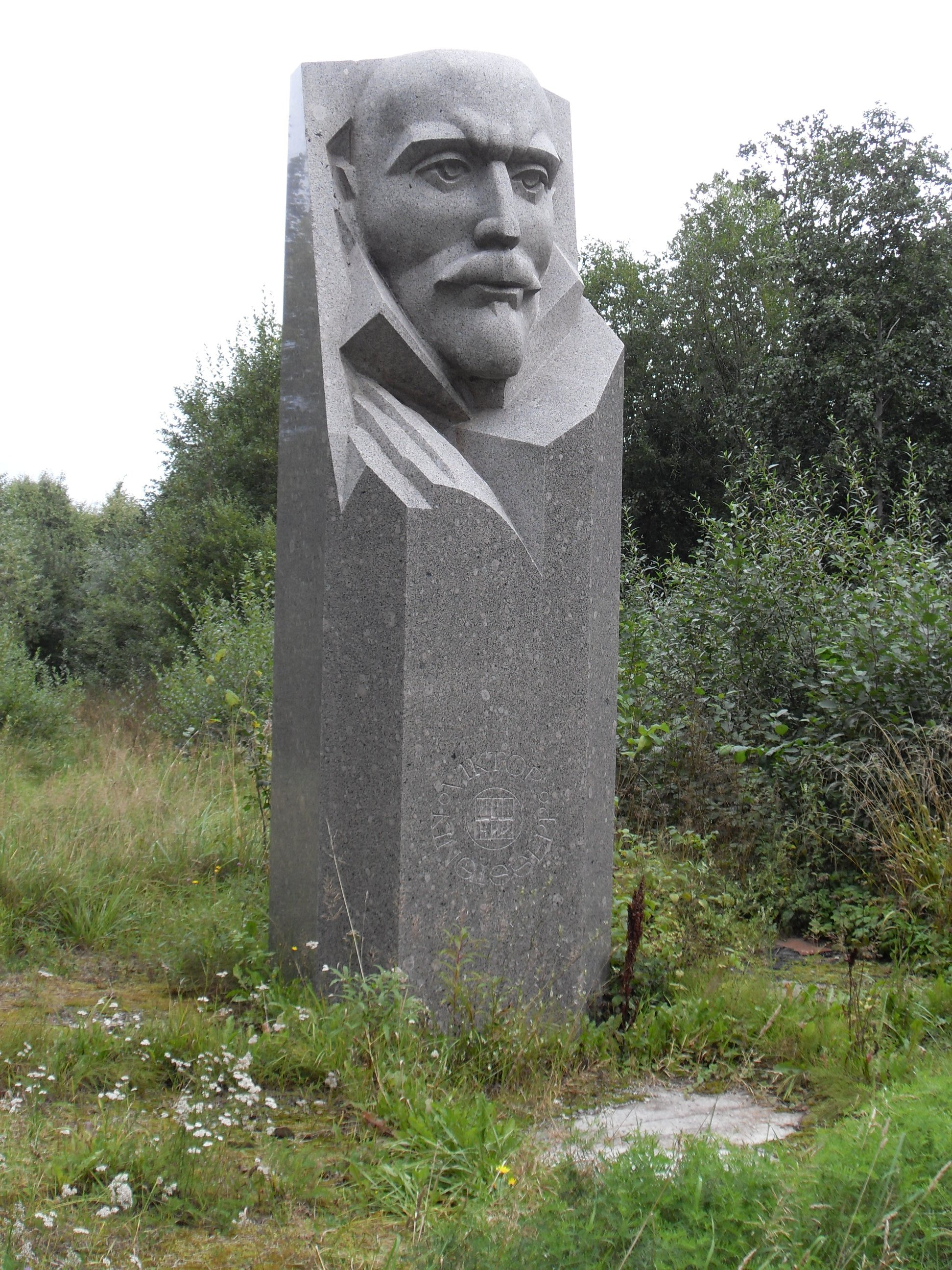
Бюст Виктору Кингисеппу в Марьямяэ (в 1988-1989 гг. стоял в Кууресааре)
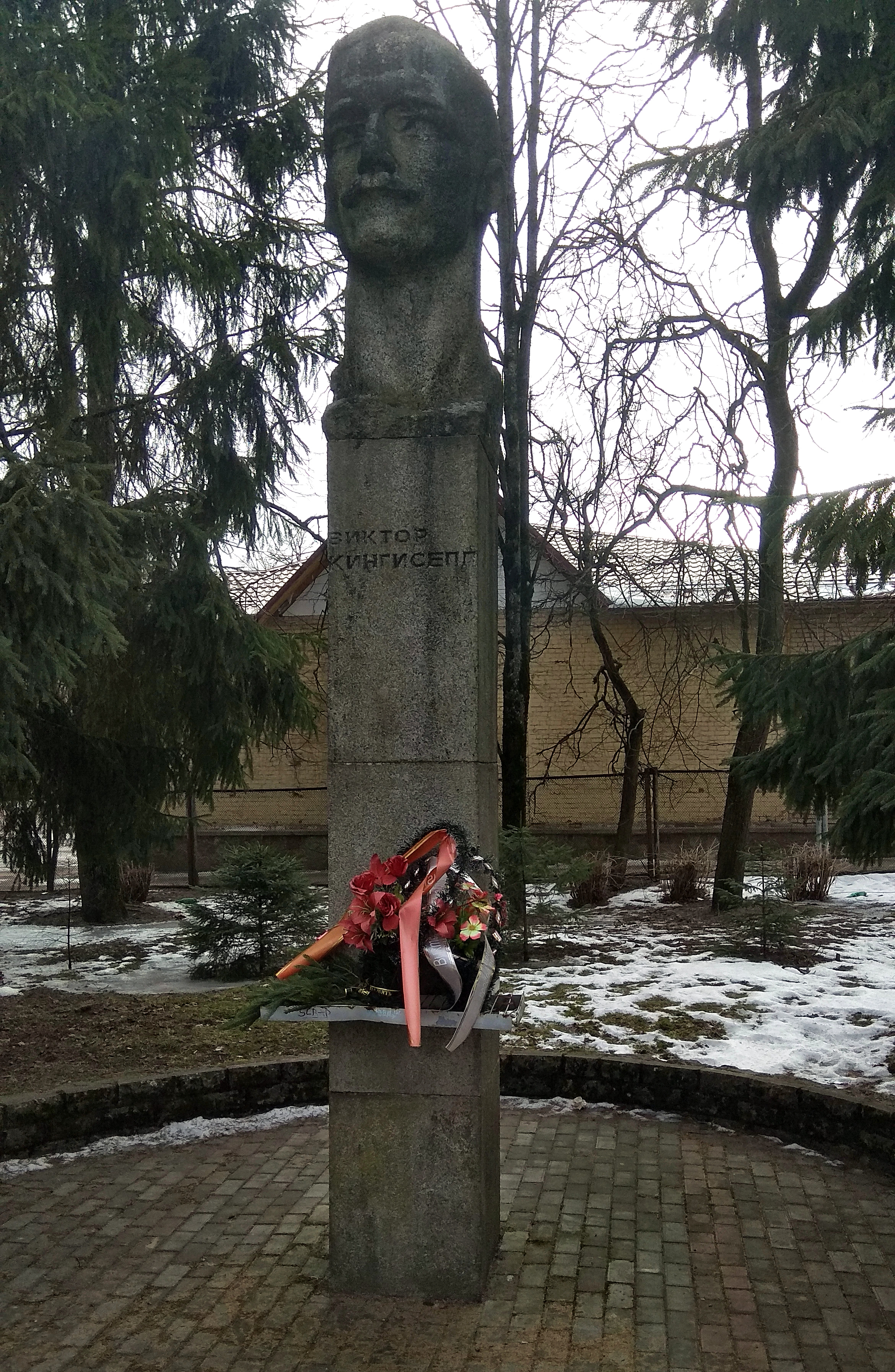
Памятник Виктору Кингисеппу в городе Кингисепп (1968 год)

## Фильмография
Судьбе Виктора Кингиссепа посвящено несколько художественных фильмов:
- «Два дня из жизни Виктора Кингисеппа». Режиссёр Тынис Каск, Таллинфильм, 1980. В роли Юри Крюков.
- «Через 100 лет в мае». Реж. Кальё Кийск, Таллинфильм, 1986. В роли Юри Крюков.